# 多党民主运动
多党民主运动（英語：Movement for Multi-party Democracy，简称：MMD）是1990年弗雷德里克·奇卢巴建立的中间偏左政党，目前是赞比亚最主要的两大政党之一。1991年到2001年，该党在国会占据绝对多数议席。作为该党的创始人，弗雷德里克·奇卢巴于1991在民主选举中胜出，终结了来自联合民族独立党的肯尼思·卡翁达27年的统治地位。奇卢巴2002年1月卸任。
接着后来的两任总统利维·姆瓦纳瓦萨（2002年1月2日 - 2008年8月19日）和鲁皮亚·班达（2008年6月29日 - 2011年9月22日）都来自于该党。

## 选举历史
2011年国会选举中，该党获得32席，比获得52席的爱国阵线少20席，于是从国会第一大党变成第二大党。同年9月20日举行的总统大选中，鲁皮亚·班达也败给了第四次参选的爱国阵线领导人迈克尔·萨塔。